# François Omam-Biyik
François Omam-Biyik, né le 21 mai 1966 à Sackbayémé au Cameroun, est un footballeur international camerounais qui évolue au poste d'avant-centre dans les années 1980 et 1990.

## Biographie
En 1985, avec la sélection Espoirs du Cameroun, il est le premier Africain à être élu meilleur joueur du Tournoi de Toulon, qu'il disputera de nouveau en 1986. C'est lors de ce tournoi qu'il séduit Michel Le Milinaire, entraîneur historique du Stade lavallois, après avoir été indiqué par Claude Le Roy.
Élégant et brillant technicien, excellent joueur de tête, il réalise l'essentiel de sa carrière en club en France, portant les couleurs du Stade lavallois, du Stade rennais (qui le recrute pour 5 millions de francs), de l'AS Cannes où il côtoie Zinédine Zidane, de l'Olympique de Marseille, et du RC Lens. Il voit sa carrière quelque peu compromise à la suite d'une grave blessure au genou gauche lors du premier match de la Coupe d'Afrique des nations en 1988. Il doit rester six mois sans jouer et subit deux opérations chirurgicales.
Il dispute trois Coupes du monde avec l'équipe nationale du Cameroun, les Lions indomptables, en 1990, 1994 et 1998. Il marque un but d'anthologie de la tête (son point fort) contre l'équipe nationale d'Argentine de Diego Maradona, championne du monde en titre, lors du match d'ouverture du Mondiale 1990 le 8 juin à San Siro. Ce but permet au Cameroun de causer l'une des plus grandes surprises de l'histoire de la Coupe du monde en s'imposant 1-0. Il répond présent à l'invitation de Roger Milla à son jubilé. Il totalise 75 sélections avec les Lions indomptables.
En 1987, 1990 et 1991, il termine troisième du Ballon d'Or africain. En 2002, les supporters lavallois l'élisent dans le onze du siècle du club mayennais. Le magazine So Foot le classe en 2014 dans le top 100 des joueurs qui ont marqué le football africain, à la 31e place, puis en 2022 dans le top 1000 des meilleurs joueurs du championnat de France, à la 458e place.
En juin 2004, il obtient la partie spécifique du brevet d'État d'éducateur sportif deuxième degré (BEES 2e degré), nécessaire à l'obtention du diplôme d'entraîneur de football (DEF). Il se lance dans une carrière d'entraîneur dans la région castelroussine, au Mexique et au Gabon.
En novembre 2016, il publie son autobiographie, un livre dont le titre est Mon but. 
De septembre 2019 à 2022, il est entraîneur adjoint de Toni Conceição avec l'équipe nationale du Cameroun. 

## Clubs successifs
- 1984-1986 :  Pouma Football Club
- 1986-1987 :  Canon Yaoundé
- 1987-1990 :  Stade lavallois (81 matches, 37 buts)
- 1990-1991 :  Stade rennais (38 matches, 14 buts)
- 1991-1992 :  AS Cannes (35 matches, 7 buts)
- 1992 :  Olympique de Marseille (2 matches, 1 but)
- 1992-1994 :  RC Lens (53 matches, 18 buts)
- 1994-1997 :  Club América (75 matches, 49 buts)
- 1997 :  Yucatan Mérida (21 matches, 10 buts)
- 1997-1998 :  Sampdoria Gênes (6 matches, 0 but)
- 1998-1999 :  Telamon FC
- 1999-2000 :  Châteauroux (3 matches, 0 but)
- 2000 :  CF Puebla (17 matches, 5 buts)[16]

## Parcours d'entraîneur
- FCL Saint-Christophe Châteauroux, entraîneur de l'équipe senior en 1re division départementale et de l'équipe U13 (benjamins), à partir de septembre 2009
- EGC Touvent Châteauroux, à partir d'août 2010
- Entraîneur adjoint de l'équipe nationale camerounaise, à partir du 17 août 2010.

## Palmarès
- Vainqueur de la Coupe d'Afrique des nations 1988.
- Vainqueur de la Coupe Afro Asiatique des nations en 1985
- Champion du Cameroun et vainqueur de la Coupe du Cameroun en 1986 avec Canon de Yaoundé
- Vainqueur de la Coupe de la Ligue 1994 avec le Racing Club de Lens
- Vainqueur de la Ligue des champions 1993 avec l’Olympique de Marseille
- Élu meilleur joueur du Tournoi de Toulon en 1985
- Ballon d'or camerounais en 1986
- Meilleur buteur des éliminatoires du Mondial 1990 (zone Afrique) (4 buts)
- Co-meilleur buteur des éliminatoires de la CAN 1988 (4 buts)

## Vie personnelle
François Omam-Biyik est le frère d'André Kana-Biyik et l'oncle de Jean-Armel Kana-Biyik.

## Ouvrages
- François Omam-Biyik, Mon but..., Sopecam, 264 pages, 2016